# Dog Man
Pour les articles homonymes, voir Dogman.
 (janvier 2018).
Si vous disposez d'ouvrages ou d'articles de référence ou si vous connaissez des sites web de qualité traitant du thème abordé ici, merci de compléter l'article en donnant les références utiles à sa vérifiabilité et en les liant à la section « Notes et références ».
Dog Man (au Québec : Super Chien) est une série de bandes dessinées imaginée et créée par le bédéiste américain Dav Pilkey en 2016. Il est également l'auteur de Capitaine Superslip (Captain Underpants).

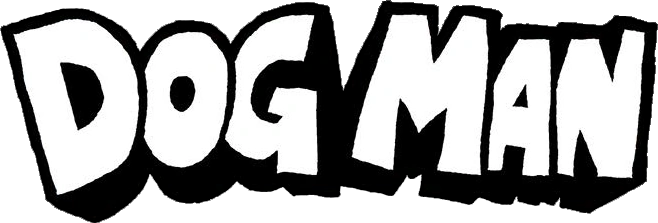
Logo officiel de la série Dog Man

En 2025, une adaptation animée produite par DreamWorks Animation sort au cinéma.